# Бром, Джеральд
Джеральд Бром (англ. Gerald Brom) — американский художник-фантаст, знаменитый готической эстетикой своих работ. Иллюстратор книг, писатель и художник-постановщик фильмов в жанрах фэнтези и ужасов.

## Биография
Бром родился 9 марта 1965 года в Джорджии, США. Его отец был пилотом американских ВВС и служил на заграничных базах, поэтому детство Брома прошло во Франкфурте, Германия. Некоторое время Бром прожил и в Японии. За время службы в армии будущий художник так привык, что его называют только по фамилии, что почти забыл своё имя — Джеральд. Он подписывается, и просит называть его, просто «Бром».
С двадцати лет Бром занимается профессиональной иллюстрацией. Первое время он был связан с рекламным бизнесом. В 1989 году Джеф Изли пригласил его в штаб издательства TSR / WIzards of the Coast, занимающегося изданием настольных ролевых игр и книг по ним. Бром работал над книгами и коллекционными картами по вселенным Forgotten Realms, Dark Sun и Magic: The Gathering.
В 1994 году Бром ушёл из редакции TSR и стал свободным художником. Он сотрудничал с DC Comics, рисовал обложки для книг Майкла Муркока, Эдгара Берроуза. В 2000-е Бром снова стал частым гостем в Wizards of the Coast. Серия книг «Война Паучьей Королевы» под редакцией Роберта Сальваторе выходит в его оформлении, как и Цикл «Аватары». Он также принимал участие в работе над фильмами ужасов: Ван Хельсинг, Сонная лощина, Призраки Марса и другими; компьютерными играми: Doom I и II, Heretic I и II, и другими.
Бром живёт с женой и двумя детьми в Сиэтле.

## Премии
| Премия Чесли / Chesley Awards (ASFA), 2000 // Иллюстрации к играм. «Warriors of Heaven and Guide to Hell» (двусторонний Duelist Insert Poster) |
| Премия Чесли / Chesley Awards (ASFA), 2006 // Лучшая внутренняя иллюстрация. The Plucker: An Illustrated Novel (Бром; изд. Harry N. Abrams)    |
| Премия Чесли / Chesley Awards (ASFA), 2013 // Достижения в области изобразительного искусства                                                  |

## Номинации на премии
| Премия Чесли / Chesley Awards (ASFA), 1997 // Иллюстрация на обложке журнала. Realms of Fantasy (апрель 1996)                                          |
| Премия Чесли / Chesley Awards (ASFA), 1999 // Иллюстрация на обложке журнала. Dungeon #70                                                              |
| Премия Чесли / Chesley Awards (ASFA), 1999 // Достижения в области изобразительного искусства                                                          |
| Премия Чесли / Chesley Awards (ASFA), 1999 // Иллюстрации к играм. «Plainscape: The Inner Plains»                                                      |
| Премия Чесли / Chesley Awards (ASFA), 2001 // Иллюстрация на обложке журнала. Dragon (июнь 2000)                                                       |
| Всемирная премия фэнтези / World Fantasy Award, 2004 // Лучший художник                                                                                |
| Премия Чесли / Chesley Awards (ASFA), 2004 // Иллюстрация - Книга в мягкой обложке. The Moons of Mirrodin (Уилл Макдермотт; изд. Wizards of the Coast) |
| Премия Чесли / Chesley Awards (ASFA), 2008 // Лучшая внутренняя иллюстрация. The Devil's Rose (Бром; изд. Abrams)                                      |
| Премия Чесли / Chesley Awards (ASFA), 2010 // Лучшая внутренняя иллюстрация. The Child Thief (Бром; изд. Eos)                                          |
| Премия Чесли / Chesley Awards (ASFA), 2010 // Достижения в области изобразительного искусства                                                          |
| Премия Чесли / Chesley Awards (ASFA), 2011 // Достижения в области изобразительного искусства                                                          |
| Премия Чесли / Chesley Awards (ASFA), 2013 // Лучшая внутренняя иллюстрация. Krampus (Джеральд Бром; изд. Harper Voyager)                              |